# Eugen af Savoyen
Prins Eugen af Savoyen (født i 1663, død d. 21. april 1736) var en østrigsk feltherre.
Som femte søn af hertugen af Savoyen valgte Eugen en international militær karriere, men efter et mislykket forsøg på at blive optaget i den franske hær gik han i stedet i østrigsk tjeneste. Hans indsats i felttoget mod osmannerne skaffede ham posten som øverstkommanderende for de allierede styrker i den Spanske Arvefølgekrig sammen med Hertugen af Marlborough. Efter slaget ved Blenheim førte Eugen primært krigen i Norditalien mod franske styrker. Han opnåede stor politisk indflydelse efter krigen, bl.a. som statholder i Nederlandene. Hans sommerresidens i Wien, Belvedere, er ligesom hans kollega Marlboroughs slot optaget på Unescos verdensarvsliste.
Han var statholder af de Østrigske Nederlande fra 1716 til 1724.